# A Switchback Railway
A Switchback Railway er en britisk stumfilm fra 1898 af Robert W. Paul.